# シャルル・メンギン

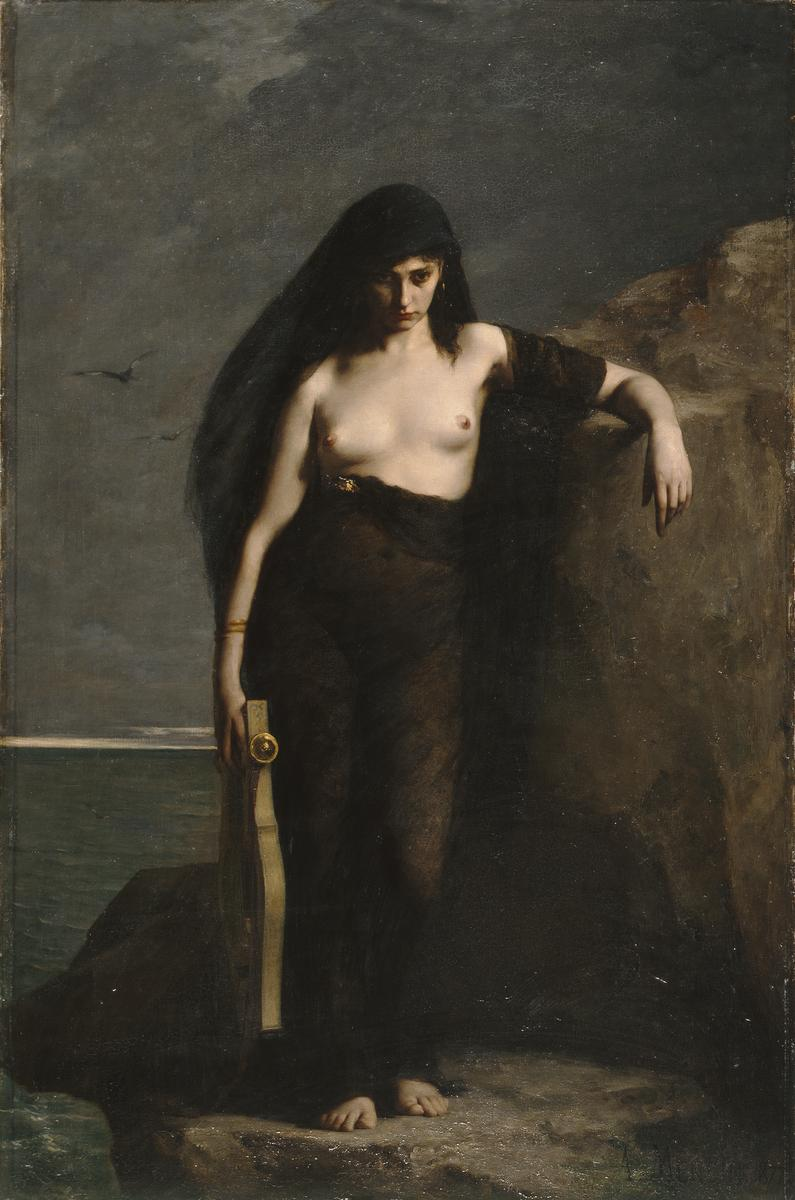
『サッポー』シャルル・メンギン (1877年) イングランド、マンチェスター市立美術館

シャルル・オーギュスト・メンギン（Charles Auguste Mengin、1853年7月5日 - 1933年4月3日)は、フランスのアカデミック美術の画家。
彼はフランスのパリで生まれ、アレクサンドル・カバネルから教育を受けた。メンギンは1876年にサロン・ド・パリで初めて展示された。彼は現在マンチェスター市立美術館にある『サッポー』の絵画で知られている。彼はパリで死去した。